# Ватинска култура
Ватинска култура је култура раног бронзаног доба распрострањена у Банату, Срему и јужној Бачкој, као и у централној Србији.
Ватинска култура је у раној фази била у контакту са Минојском и Микенском културом, те је организација њеног друштва и занатства под њиховим утицајем.

## Налазишта
Главна археолошка налазишта су:
- Ватин
- Лудош
- Вршац Жидовар
- Омољица
- Гомолава
- Избиште
- Попов Салаш
- Љуљаци
- Добрача

Значајне су и градине (Феудвар).

## Фазе
Милутин Гарашанин је Ватинску културу поделио на три фазе:
| I фаза   | Панчевачко омољичка фаза | рано и почетак средњег бронзаног доба        |
| II фаза  | Ватинско вршачка фаза    | средње бронзано доба                         |
| III фаза | Белегиш - Иланџа         | крај средњег и почетак позног бронзаног доба |

## Насеља
Насеља су подизана на обалама река и брежуљцима. Грађене су полуземунице и надземне куће са темељима од камена и дрвеним надземним конструкцијама.

## Сахрањивање
Примењивала се кремација. Покојници су спаљивани са одећом и накитом. Остаци су полагани у урне.

## Керамика
Основни керамички облик је оштро профилисани пехар са једном или две дршке које надвисују обод. Дршке су полумесечасто профилисане (анса луната) или имају рожасте украсе (анса корнута).
Остали облици:
- трбушасте амфоре са ниским вратом и поклопцем
- двојни судови
- плитке посуде
- зооморфне вазе

Керамика је украшавана канеловањем, урезивањем геометријских мотива – попут снопова линија, кружића, волута, спирала – који су распоређени у хоризонталне траке. Правилност орнаментике као и употреба неке врсте шестара је додирна тачка са минојском и микенском културом.

## Метални предмети
- пљоснате секире са продуженим цевастим делом за дршку
- троугаони бодежи
- украсне игле
- наруквице
- прстење
- привесци
- дугмад

За накит су користили и злато.